# David Roberts (alpiniste)
Pour les articles homonymes, voir David Roberts.
David Stuart Roberts (29 mai 1943 - 20 août 2021) était un grimpeur, alpiniste, professeur d'université et auteur de livres et d'articles sur l'escalade et l'histoire du Sud-Ouest américain. Ses livres The Mountain of My Fear et Deborah: A Wilderness Narrative, relatant des ascensions majeures en Alaska dans les années 1960, ont eu un impact important sur la forme de la littérature d'alpinisme.

## Biographie

### Jeunesse et escalade en Alaska
Roberts est né à Denver, Colorado, le 29 mai 1943. Son père, Walter Orr Roberts, était un astronome qui dirigeait l'observatoire du Harvard College à proximité de Boulder ; sa mère, Janet Naomi Smock Roberts, était membre du conseil municipal. Roberts a fréquenté le lycée de Boulder, avant d'étudier les mathématiques à l'Université de Harvard, dont il a obtenu son diplôme en 1965. Il était membre et ancien président du Harvard Mountaineering Club, où il a dirigé les premières ascensions visant à explorer de nombreux sommets en Alaska. Il a ensuite obtenu un doctorat en langue anglaise à l'Université de Denver en 1970. 
Au cours de treize saisons passées dans la nature sauvage de l'Alaska, Roberts est devenu connu grâce à de nombreuses premières ascensions, notamment le Wickersham Wall sur le mont McKinley, l'arête ouest du mont Huntington, la face est du mont Dickey. Il a réalisé d'autres premières dans la chaîne Brooks occidentale et les Kichatna spires. Roberts a également nommé les Revelation mountain en Alaska, donnant à de nombreux sommets des noms bibliques parce qu'il lisait la Bible dans le cadre de ses études de littérature anglaise à l'époque.  
Roberts a été professeur de littérature au Hampshire College, à Amherst, dans le Massachusetts, de 1970 à 1979. Il a également conçu le programme de plein air du collège. Il était souvent reconnu comme le « doyen » de la littérature américaine sur l'escalade et a publié de nombreux ouvrages sur l'alpinisme. Il a au total écrit 32 livres sur le sujet, ainsi que les aventures célèbres de personnages historiques. Il a notamment écrit des livres sur les Pueblos ancestraux et d'une biographie de Jean Stafford.
Roberts a également été le mentor d'autres écrivains, notamment Jon Krakauer, à qui il a enseigné à Hampshire. Il a contribué à Outside, ainsi qu'à National Geographic, National Geographic Adventure et The Atlantic Monthly . Son dernier livre, Into the Great Emptiness: Peril and Survival on the Greenland Ice Cap, devrait être publié à la mi-2022, un an après sa mort.

### Vie personnelle
Roberts a épousé Sharon Morris en 1967. Ils n'avaient pas d'enfants. Ils résidaient à Cambridge, dans le Massachusetts, avant de déménager à Watertown.
Roberts est décédé le 20 août 2021 à l'hôpital Brigham and Women's de Boston. Il avait 78 ans et on lui a diagnostiqué un cancer de la gorge de stade IV six ans avant sa mort.

## Ouvrages (en français)
- La Face perdue, 1997.
- Annapurna, une affaire de cordée, 2000[3].
- Échappatoires, 2001[4].
- Les grandes supercheries de l'exploration, 2004.
- Quatre contre l’arctique, 2006[5]
- Solo intégral (avec Alex Honnold), 2019[6].